# Pinet
Pinet es un municipio de la Comunidad Valenciana, España. Pertenece a la provincia de Valencia, en la comarca del Valle de Albaida. Cuenta con una población de 148 habitantes (INE 2024).

## Geografía
Se sitúa en el sector nordeste del valle de Albaida. El relieve lo constituye un valle de forma circular, con fondo de margas rojizas deposistadas por la erosión de las aguas desde los montes que cierra este valle por el nordeste y el norte.
El clima es clima mediterráneo típico, con veranos calurosos e inviernos algo fríos con dos nevadas al año. Las precipitaciones oscilan alrededor de los 600 mm anuales, aunque en los últimos años se están superando los 1000mm, debido principalmente a los grandes acumulados que recibe la zona en los meses otoñales por la gota fría.
Desde Valencia, se accede a esta localidad a través de la A-7 para enlazar con la CV-40 y la CV-60 para finalizar en la CV-610 y CV-608.

### Localidades limítrofes
El término municipal de Pinet limita con las siguientes localidades:
Bárig, Cuatretonda, Gandía y Luchente, todas ellas de la provincia de Valencia.

## Historia
Históricamente ha pertenecido a la baronía de Luchente, ejerciendo el señorío, la familia Maza y luego las casas de Mandas y Dos Aguas.
En 1530, el papa Clemente VII creó la vicaria de Pinet, que estuvo regentada por los dominicos de Luchente hasta 1835.

## Demografía
Pinet cuenta con una población de 148 habitantes (INE 2024).
| Gráfica de evolución demográfica de Pinet entre 1857 y 2021 |
| |
| Población de derecho según los censos de población del INE Población de hecho según los censos de población del INEEn 1857 aparece este municipio porque se segrega del municipio Luchente |

## Economía
Los cultivos son todos de secano; el más extendido es el olivo, seguido por la ciruela almendro y algarrobo. Los cereales de invierno que antiguamente se intercalaban entre el arbolado, han desaparecido actualmente. La ganadería cuenta más de 20 granjas avícolas y alguna granja porcina.
La falta de industria ha provocado un progresivo despoblamiento.

## Patrimonio
- Iglesia parroquial. Está dedicada a San Pedro Apóstol.
- Ruta de los Monasterios de Valencia. Pinet se encuentra enclavado dentro del itinerario de esta ruta monumental y cultural inaugurada en 2008, que discurre por la localidad.

## Fiestas locales
- Fiestas Patronales. Celebra sus fiestas patronales el último fin de semana de junio, en honor a san Pedro y al Cristo de la montaña.